# Latrine (Gedicht)

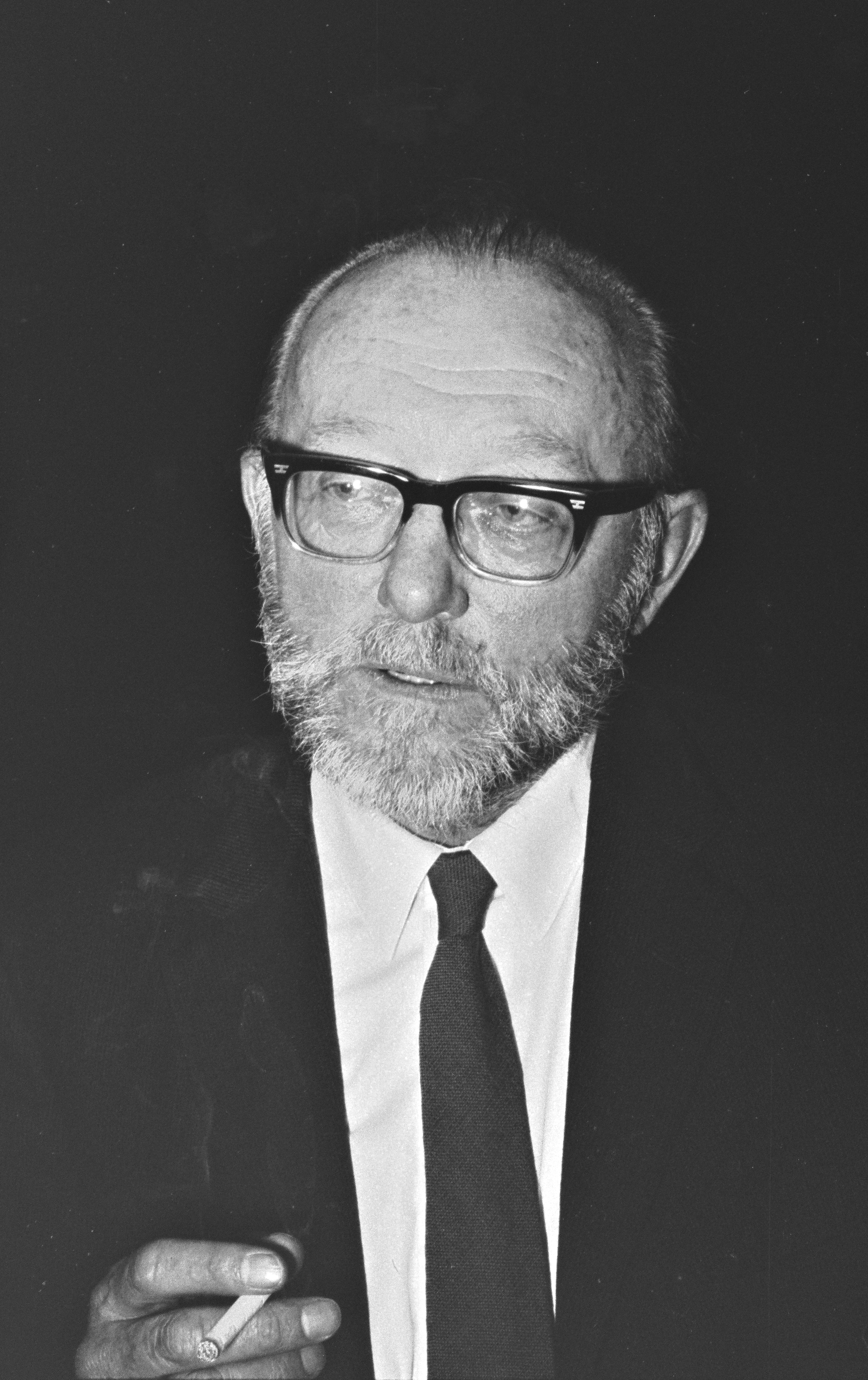
Günter Eich, 1967

Latrine ist ein Gedicht des deutschen Lyrikers Günter Eich. Es wurde 1946 in der Zeitschrift Der Ruf veröffentlicht und 1948 in Eichs erste Gedichtsammlung der Nachkriegszeit Abgelegene Gehöfte aufgenommen. Das Gedicht entstand während oder kurz nach dem Zweiten Weltkrieg, in dessen Folge Eich als Soldat der Wehrmacht in amerikanische Kriegsgefangenschaft geriet.
Eich schildert die Verrichtungen auf einer notdürftigen Latrine und kontrastiert dabei schöngeistige Betrachtungen mit der Ausscheidung von Exkrementen. Dabei zitiert er das Gedicht Andenken von Friedrich Hölderlin, einem Dichter, der während der Zeit des Nationalsozialismus besonders verehrt wurde, und stellt diesem eine von Krankheit und Tod gezeichnete Gegenwart gegenüber. Besonders der Reim von „Hölderlin“ auf „Urin“ wirkte auf die zeitgenössische Rezeption schockierend. Er wurde aber auch als Bruch mit überholten Konventionen und Signal für einen Neubeginn der deutschen Literatur nach dem Zweiten Weltkrieg verstanden. Latrine gilt als typisches Werk der Kahlschlagliteratur und ist eines der bekanntesten Gedichte Günter Eichs.

## Inhalt
Das Gedicht beginnt mit den Versen:
„Über stinkendem Graben,

Papier voll Blut und Urin,

umschwirrt von funkelnden Fliegen,

hocke ich in den Knien“.
Während der Blick des lyrischen Ichs in die Ferne schweift, bewaldete Ufer, Gärten, ein gestrandetes Boot wahrnimmt, ist das Klatschen des Kots zu hören.
„Irr mir im Ohre schallen

Verse von Hölderlin.“
Im Schnee spiegeln sich die Wolken im Urin. Das Ich erinnert sich an Verse aus Hölderlins Gedicht Andenken: „Geh aber nun und grüße /
Die schöne Garonne“. Der Blick nach unten zeigt:
„Unter den schwankenden Füßen

schwimmen die Wolken davon.“

## Hintergrund und Entstehung

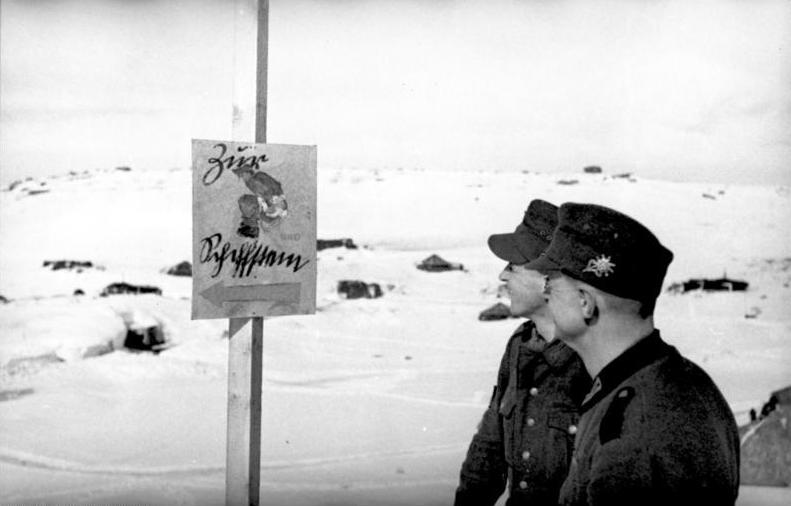
Hinweisschild auf eine Latrine im Zweiten Weltkrieg

Latrine wurde in seiner Entstehung vielfach Eichs Zeit in amerikanischer Kriegsgefangenschaft zugerechnet, wo er als ehemaliger Soldat der deutschen Wehrmacht von April bis Sommer 1945 im Lager Goldene Meile bei Sinzig und Remagen interniert war. Die Gedichte aus dieser Periode wie Inventur, Lazarett oder Camp 16 werden zum Teil unter dem Begriff „Camp-Gedichte“ zusammengefasst. Axel Vieregg vermutete bei der Herausgabe Eichs Gesammelter Werke 1991 allerdings, dass Latrine bereits bei Eichs Grundausbildung als Rekrut 1940 in Frankreich entstanden sein könnte, einer Phase, der Vieregg auch die motivisch ähnlichen Gedichte Truppenübungsplatz und Puy de Dôme zurechnete. Latrine wurde erstmals in der siebten Ausgabe der noch jungen Zeitschrift Der Ruf von Alfred Andersch und Hans Werner Richter vom 15. November 1946 publiziert. 1948 nahm Eich das Gedicht in seine Lyriksammlung Abgelegene Gehöfte auf, die mit vier Holzschnitten von Karl Rössing im Verlag Georg Kurt Schauer erschien. Erst 20 Jahre nach der Erstauflage stimmte Eich, der vielen seiner frühen Gedichte inzwischen kritisch gegenüberstand, einer Neuauflage dieses Bandes in der edition suhrkamp zu.
Eine überlieferte Erstfassung des Gedichts Latrine besteht lediglich aus zwei Strophen, die in groben Zügen der ersten und dritten Strophe der später publizierten Fassung entsprechen. Dort reimen sich die im Fieber gehörten Verse von Hölderlin noch auf: „Im Spiegelbild der Latrine / die weißesten Wolken ziehn.“ Robert Savage macht in der späteren Endfassung drei wesentliche semantische Unterschiede aus: die Änderung des Reims von Hölderlin auf Urin, die Verse Hölderlins, die nicht länger „im Fieber“, sondern „irr“ schallen, und die hinzugekommene „Reinheit“ der Wolken. Die Entwicklung führt er auf Eichs veränderte Perspektive in der Nachkriegszeit zurück, in der es ihm nicht mehr bloß um den Gegensatz zwischen Schmutz und Poesie gehe, sondern auch um deren historische Verstrickung. Während etwa die Entstellung von Hölderlins Versen in der Erstfassung noch dem Fieber des Erzählers geschuldet sei, lasse das „irr“ der Endfassung die erweiterte Möglichkeit einer allgemeinen Irreführung oder eines Irrwegs von Hölderlins Lyrik im Nationalsozialismus zu.
Das Gedicht Andenken, das Eich zu Beginn der letzten Strophe zitiert, gehört zu den späten Gedichten Friedrich Hölderlins. Die meisten Interpreten nehmen das Jahr 1803 als Entstehungsjahr an. Im Vorjahr hatte Hölderlin einige Monate in Bordeaux verbracht, ehe er wieder nach Stuttgart zurückkehrte, wo er im Juni 1802 nach einer langen Fußwanderung in verwirrtem Zustand ankam. Das Thema des Gedichts sind Hölderlins Erinnerungen an die sinnlichen Erfahrungen in Südfrankreich und ihre Verwandlung in Dichtung. Bekannt und vielfach parodiert ist insbesondere der abschließende Vers der Hymne: „Was bleibet aber, stiften die Dichter.“ Kurt Binneberg vermutet, dass Eichs Bezug zu Hölderlins Gedicht aus einer parallelen Lebenssituation, dem Auszug nach Frankreich und dessen Scheitern, resultierte. Vor seiner Einberufung in den Zweiten Weltkrieg hatte Eich als literarischen Proviant noch zahlreiche Gedichte auswendig gelernt, zudem war das Bild vom „Hölderlin im Tornister“ ein Symbol jener „geistigen Stärkung“, die im deutschen Soldaten bewirkt werden sollte. So sah es etwa die unter der Schirmherrschaft von Joseph Goebbels gegründete Hölderlin-Gesellschaft als ihre Aufgabe, mittels so genannter Feldpostausgaben „jedem deutschen Studenten ein Hölderlin-Brevier mit ins Feld zu geben“. Die vom Hauptkulturamt der NSDAP mit herausgegebene Hölderlin Feldauswahl erschien in einer Auflage von 100.000 Exemplaren und enthielt auch das Gedicht Andenken.

## Form und Textanalyse
Latrine besteht aus vier Strophen zu jeweils vier Versen, die einen heterogenen Kreuzreim bilden. Für Bruno Hillebrand ist diese feste Struktur „[m]öglicherweise formal als Parodie gemeint“. Und auch Dieter Breuer beschreibt: „die glatte, konventionelle Versifizierung wird durch die gänzlich normwidrige Aussage ad absurdum geführt“. Für Herbert Heckmann bleibt die Sprache auf das Wesentliche beschränkt, nüchtern und lakonisch. Eich deute nicht, er registriere bloß ohne jedes rhetorische oder ästhetische Engagement. Die Verse seien wie in einem Stenogramm aneinandergereiht, wobei erst der Reim die unverbundenen Beobachtungen durch einen gemeinsamen Rhythmus verbinde. Im Reimbild wie in der metrischen Struktur sieht Werner Weber einen Wechsel von Halt und Haltlosigkeit, Ordnung und Unordnung: jeder zweite Vers schwingt in seinem Ende reimlos und ohne Gleichklang aus: „Graben“, „Fliegen“, „Ufer“, „Verwesung“. Dazwischen sind jeweils feste, nicht-ausschwingende Reime gesetzt.
Für Gerhard Kaiser entsteht die Metrik des Gedichts vollständig aus Hölderlins zitiertem Vers „Geh aber nun und grüße“, dessen drei Hebungen das ganze Gedicht bestimmen. Dies wirke gemeinsam mit den sinntragenden Reimen gegenüber den freien Rhythmen Hölderlins wie ein starres Gitter. Lediglich der zweite Vers Hölderlins „die schöne Garonne –“ rage durch seine Zweihebigkeit heraus. Klanglich beherrsche den Beginn des Gedichts ein I-Vokalismus, der den Abwehrlaut des Ekels in sich trage, ehe die Klangstimmung mit dem Ö-Laut in Hölderlin und dem Ü-Reim zu Wohllauten umschlage. Eine vergleichbare Entwicklung vom Miss- zum Wohlklang gebe es auch bei den Häufungen und Alliterationen der Konsonanten: Die Kakophonie „klatscht […] Kot“ des Beginns wandle sich am Ende in die Euphonie „schwankenden […] schwimmen die Wolken“. Die „funkelnden Fliegen“ transportieren für Kaiser auch eine „Schönheit des Ekelerregenden“.
Die formalen Mittel des Gedichts illustrieren laut Kurt Binneberg den radikalen Kontrast zwischen Latrinenwirklichkeit und imaginierter Poesie, zwischen Schönheit und Hässlichkeit. Dabei zeichne die erste Hälfte des Gedichts eine „Ästhetik des Hässlichen“, deren Bilder des Ekels sich in Vers acht zu einem akustischen Effekt – der Kot „klatscht“ – steigern. Zu Beginn der dritten Strophe antworte ein zweiter akustischer Effekt: Es „schallen“ Hölderlin-Verse, die in der zweiten Gedichthälfte zitiert werden. Genau zur Gedichtmitte stoßen somit zwei völlig unterschiedliche Sphären aufeinander: Exkremente und Poesie. Die Verschmelzung der Gegensätze in den beiden kontrastierenden Gedichtshälften wird laut Binneberg durch die Reim- und Klangverbindungen wie die semantischen Bezüge illustriert, die eine Parallelität zwischen erster und dritter sowie zweiter und vierter Strophe nahelegen. So bilden etwa die Versenden „Graben“ und „schallen“ ebenso wie „Fliegen“ und „spiegeln“ eine Assonanz, semantisch wiederhole sich der optische Eindruck der „funkelnden“ Schmeißfliegen in den spiegelnden Wolken und das „Papier voll Blut und Urin“ korrespondiere mit den auf Papier festgehaltenen Versen. Im Kontrast zwischen Fäkalien und Poesie komme besonders dem doppelten Reimwort „Urin“ eine besondere Bedeutung zu, das beim zweiten Mal gegen „Hölderlin“ gesetzt werde, was Binneberg „einen schockierenden Reim“ nennt.

## Interpretation

### Ausgangslage

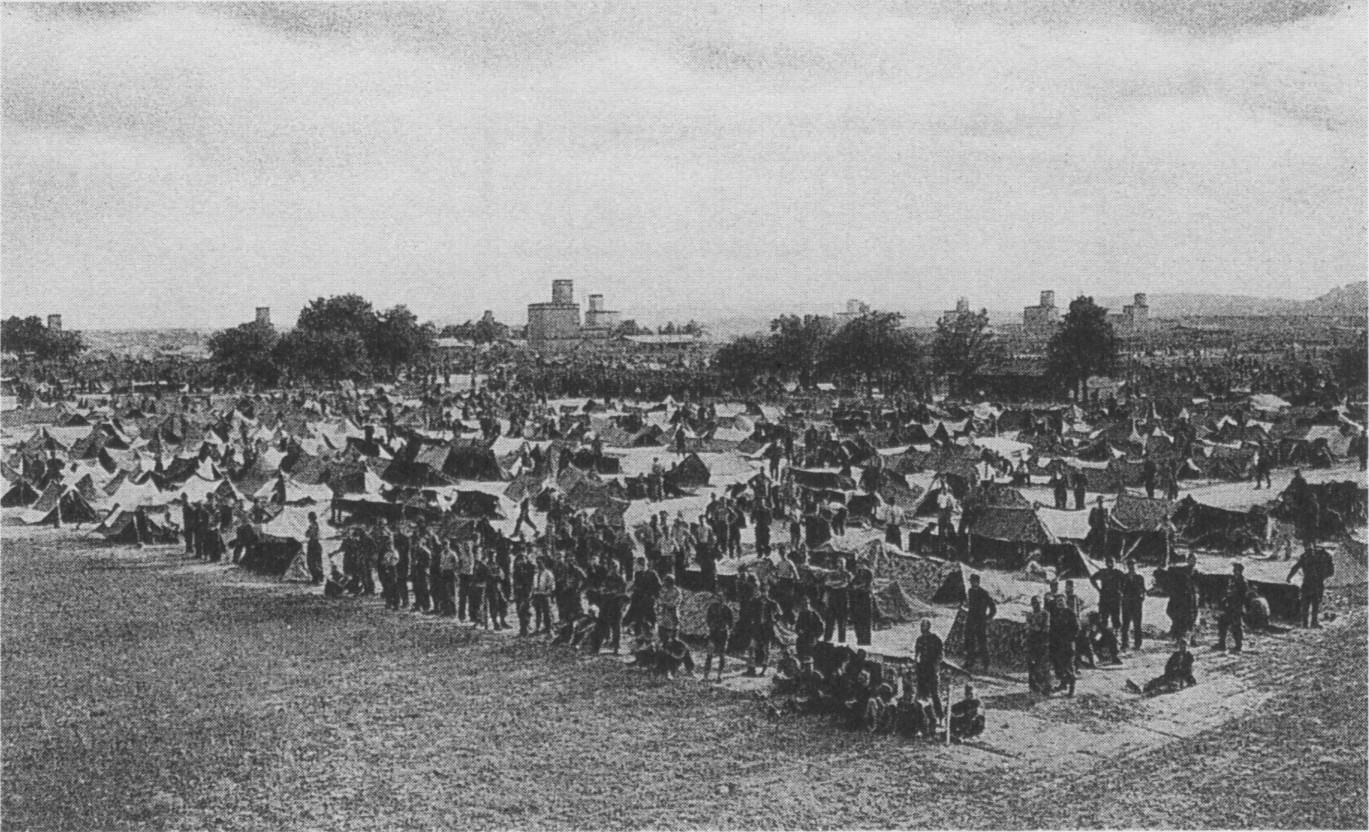
Kriegsgefangenenlager PWTE C-3 in Heilbronn 1945

Aus dem abrupten Beginn muss laut Gerhard Kaiser die Ausgangslage, die Situation eines Kriegsgefangenen zwischen Not, Qual und Erniedrigung, erst erschlossen werden. Vom versteinten Kot einer Verstopfung, dem Blut einer Darminfektion bis zum „Schlamm der Verwesung“ weisen alle Zeichen auf Krankheit und Tod. In der embryonalen Haltung des Hockenden, zurückgeworfen auf den bloßen Stoffwechsel, bleibe allein der die Natur durchstreifende Blick noch frei, doch auch dieser verfange sich in einem gestrandeten Boot. Peter Horst Neumann sieht im gestrandeten Boot eine Parodie der „guten Fahrt“ aus Hölderlins Hymne und gleichzeitig ein Symbol des Scheiterns, sowohl für den Einzelnen wie für die deutsche Nation im Gesamten. Die Schönheiten der Natur bleiben für das Ich unerreichbar, hinter Gittern. Sein Blick richte sich nach unten, wo er die Reinheit der Wolken nur noch durch den Spiegel des Urins wahrnehmen könne.
Die Verkehrung von oben und unten im Bild der sich spiegelnden Wolken symbolisiert für Kaiser eine aus den Fugen geratene Welt. Dabei setze sich im Gedicht die vertikale gegenüber der horizontalen Bewegung durch, das „Unter“ des letzten Satzes antworte auf das „Über“ des Beginns. Wie der Körper des Gefangenen sei auch sein Geist funktionsgestört, halluziniere „irr“ Hölderlin-Verse, zitiere damit Hölderlins Geisteskrankheit und übertrage sie in eine verirrte, verrückt gewordene Gegenwart. Für Herbert Heckmann zieht sich das lyrische Ich angesichts der aus den Fugen geratenen Welt auf die bloße Beobachtung zurück. Es beschreibe einen Augenblick seiner Wahrnehmung ohne Leidenschaft, Pathos oder Sentimentalität und suche die Rettung aus seiner Furcht in einer schonungslos alles registrierenden Wachsamkeit. Auf die Bedingungen in Kriegsgefangenenlagern, in denen Baumstämme über Gräben am Stacheldrahtzaun als Latrinen dienen mussten, verweist Hans Dieter Schäfer. Häufig hätten die Gefangenen aus dieser Realität die geistige Flucht in eine erinnerte Kultur oder zu Naturerscheinungen gesucht. Doch wie das Gedicht bleibe auch die Natur in Latrine unerreichbar und auf die Funktion eines Zitates beschränkt.

### Gegensatz zwischen Wirklichkeit und Poesie
Seine Spannung, die bis an die Grenze des Erträglichen reiche, erhält Latrine für Neumann aus dem Gegensatz zwischen Zivilisationsferne und Kultur. Auf der einen Seite bedeute die öffentlich verrichtete Notdurft den Bruch eines der stärksten Tabus der Zivilisation und eine tiefe kulturelle Erniedrigung. Auf der anderen Seite stehe mit Hölderlin und seinem Gedicht Andenken die Welt der Poesie, der Heiterkeit, Menschlichkeit und Schönheit, die in der Gegenwart des Gefangenen so fremd wirke, dass sie nur noch als Zitat möglich sei. Auf die Spitze treibe die Verbindung der Gegensätze jener „irre“ Reim Hölderlin/Urin. Laut Neumann sei die Gleichzeitigkeit zweier unvereinbarer Prinzipien möglicherweise „niemals in deutscher Lyrik so erschreckend in einen Reim gefaßt worden, wie hier.“
Für Kaiser hingegen verbinden sich die Gegensätze, manifestiere sich noch in den Exkrementen, in der Verzweiflung und dem Irrsinn die menschliche Sehnsucht nach Schönheit. Im Bild der sich im Urin spiegelnden Wolken fallen die Reinheit der Wolken und die Unreinheit des Urins, das Glück und der Schmerz, die Illusion und die Desillusionierung zusammen. In der Latrine entstehe eine „poetische Neukonstruktion der Welt“. Der Weltentwurf durch die Poesie sei zwar aus der Erniedrigung heraus geboren, doch verkünde er am Ende den Triumph der Imagination und Inspiration. Indem Latrine die Kraft von Gedichten vorführe, noch mit dem Blick auf den Abgrund, eine Hoffnung zu erwecken, bestätige Eichs Gedicht den letzten Vers aus Hölderlins zitiertem Andenken: „Was bleibet aber, stiften die Dichter.“

### Bezug auf Hölderlin

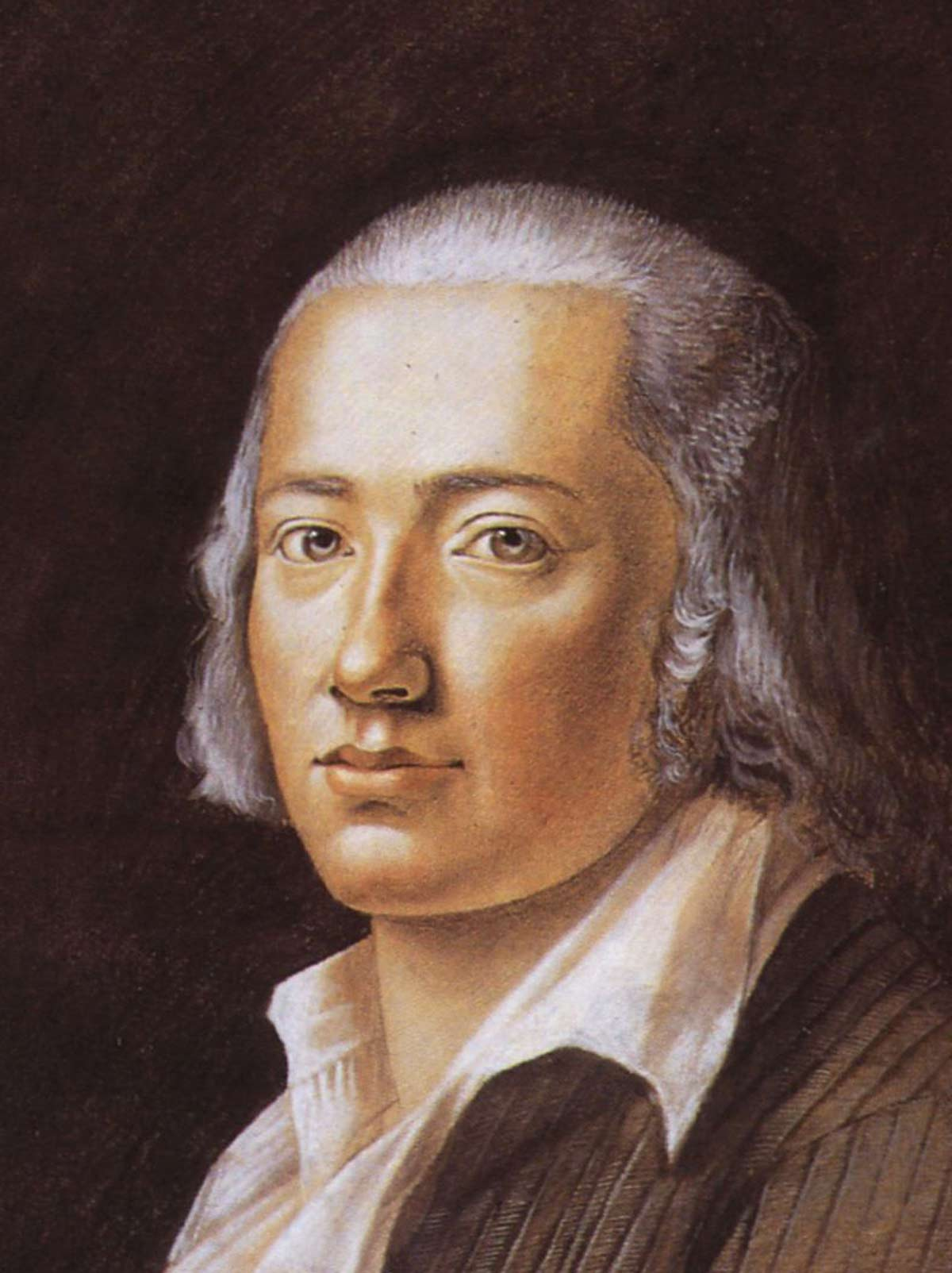
Porträt Friedrich Hölderlins von Franz Karl Hiemer, 1792

Als eine Auseinandersetzung mit Hölderlin, auf den sich Eich auch in seinen späteren Texten, so in seinen Prosagedichten Maulwürfe, immer wieder dezidiert bezog, liest Michael Kohlenbach das Gedicht. Latrine sei eine regelrechte Antithese zu Hölderlins Andenken. Dessen „Einwiegende Lüfte“ werden zum „stinkenden Graben“, den Schiffen, von denen es bei Hölderlin heißt, sie „bringen zusammen / Das schöne der Erd“, steht bei Eich ein „gestrandetes Boot“ gegenüber, und während bei Hölderlin trotz „sterblichen / Gedanken“ am Ende das bleibt, was die Dichter stiften, greift in Latrine die Verwesung um sich. Gerhard Kaiser betont die gleiche Ausgangslage beider Gedichte. Auch Hölderlins Andenken sei der Ausdruck einer Sehnsucht, aus den beengten heimischen Verhältnissen heraus zu einer idealen Landschaft zu gelangen. Schließlich sei der Dichter daran zerbrochen, keinen Sinn einer Heilsgeschichte in der Welt mehr auszumachen. Eich gehe noch einen Schritt weiter, indem in seiner heillos aus den Fugen geratenen Welt die Hölderlinsche Erschaffung einer Geisteslandschaft aus einem geschichtsphilosophischen Kontext heraus nur noch als Zitat möglich sei.
Laut Kohlenbach tritt auch in Eichs Widerspruch zu Hölderlin noch immer der geistige Bezug auf diesen zutage. Eichs Gedicht sei somit in seiner Übertragung der Hölderlin-Verse in die Gegenwart und ihrer gleichzeitigen Verfremdung auch als eine „poetische Wiedergutmachung“ an dem während der Zeit des Nationalsozialismus ideologisch ausgeschlachteten und im Jahr 1945 dadurch beinahe unlesbar gewordenen Autor zu verstehen. Wo etwa Martin Heidegger 1943 aus Hölderlins Andenken noch die Interpretation vom „Bleiben im Eigenen“ des deutschen Wesens zog, erweist dasselbe Gedicht bei Eich seine Flüchtigkeit und wird zum Maß einer historisch bedingten Entfremdung. Herbert Heckmann sieht den Reim von Hölderlin auf Urin letztlich als Korrektur der eklatanten Distanz zwischen hohem Stil und Wirklichkeit, die durch die Verehrung Hölderlins im Dritten Reich entstanden sei. Eich stelle die realen Dinge in den Mittelpunkt, ohne sie durch eine Deutung zu überhöhen. Latrine sei der Versuch, aus einem Bewusstsein der Scham heraus die verfälschte Sprache wieder neu zu erlernen.
Hans Dieter Schäfer verweist auf Eichs Freund Martin Raschke, einen Schriftsteller, der während des Dritten Reichs auch nationalsozialistische Propaganda verfasste. Seine im Jahr 1940 herausgegebene Sammlung Deutscher Gesang, die Hölderlins Hymne Andenken enthielt, leitete er mit den Worten ein: „Nicht geschrieben, damit du beim Lesen deiner vergißt, sondern damit du es wie eine Waffe brauchst.“ Und in einem Frontbericht zwei Jahre später schlug er die Brücke von Soldaten, die im Schein der Taschenlampe Gedichte lasen, und einem Zitat aus Hölderlins Andenken zur Frage: „Wurde der Krieg […] nicht auch um die Weltgeltung unserer Sprache ausgefochten?“ Für Schäfer stellt sich Eich in einer Persiflage gegen die Haltung seines Freundes. Mit dem Zitat aus Hölderlins Hymne kontrastiere er „ein Stück mißbrauchtes Kulturgut“ mit der durch die Niederlage erzwungenen Wahrheit und demontiere so die Absicht der Kriegspropaganda, „das Morden durch die deutschen Klassiker zu beglaubigen.“

### Perspektive
Die „geistig-existenzielle Orientierungslosigkeit“ des Nachkriegsdeutschlands drückt Latrine für Kurt Binneberg aus. Der Humanismus in Hölderlins Versen habe sich als Utopie erwiesen. Sie seien so unwirklich wie die Wolken, die nur noch als Spiegelung wahrgenommen werden, und vom Menschen, dem sie unter seinen Füßen davonschwimmen, nicht mehr zum Teil seiner Wirklichkeit gemacht werden können. Am Ende bleibe „der leere Urinspiegel“. Gerhard Kaiser betont hingegen, dass die Wolken nicht einfach davonschwimmen, sondern dass sie auch die Bewegung des Flusses, der Garonne, mit sich tragen und damit die Wünsche und Hoffnungen dessen, der körperlich gefangen bleibe. Die schwimmenden Wolken wecken Flugphantasien, und ihr Bewegungsimpuls wiederhole sich im Schwanken der Füße, die an zahlreiche durch die Gegend irrende, gleichzeitig erschöpfte und sehnsüchtige Wanderer der deutschen Geistesgeschichte erinnere von Hölderlin selbst bis Büchners Lenz.
Peter von Matt bewundert, dass der Sprecher des Gedichts auf „schwankenden Füßen“ aufrecht stehe. In einer Zeit, in der eigentlich kein Wort mehr möglich scheine, spreche er von der braunen Kloake der Geschichte, die hinter und unter ihm liege. Indem er sich dem Unerträglichen stelle, trage er dazu bei, das Vergessen zu verhindern. Dabei gehe es nicht nur um allgemeine Kulturkritik, sondern auch um die eigene Biografie Günter Eichs, der selbst im Dritten Reich systemtragende Hörspiele mit Anklängen an die Blut-und-Boden-Ideologie des Nationalsozialismus verfasst hatte. Insofern künde das Gedicht auch nicht von einem „‚Neubeginn‘ einer unschuldigen Generation“, sondern Eichs Werk dokumentiere den gesamten „literarischen Prozeß“, der sich seit seinen ersten Gedichten im Jahr 1927 in Deutschland ereignet habe.

## Rezeption
Die zeitgenössische Aufnahme verstand Latrine laut von Matt als literarisches Programm, das für den Kahlschlag und die Stunde Null stand. Das Gedicht wurde als Geburtsstunde der deutschen Literatur nach 1945 stilisiert, Eich von anderen Schriftstellern, etwa aus der Gruppe 47, als Vorkämpfer gefeiert. Insbesondere der Reim von „Hölderlin“ auf „Urin“ markierte ein Fanal für einen radikalen Neubeginn, löste in der Öffentlichkeit aber auch einen Schock und Skandal aus. Auch Bruno Hillebrand sprach von einem „Kulturschock“, den das Gedicht verursacht habe. Im Rückblick Norbert Raths herrschte bei der Erstveröffentlichung „eine gewisse Aufregung mancher Hölderlin-Schützer“ vor, nach deren Auffassung mit diesem Reim „die deutsche Kultur nun wirklich am Ende“ angelangt sei. Für Gerhard Kaiser kündete Latrine von „einer im Entstehungsaugenblick in Deutschland beispiellosen Modernität“.
Benno von Wiese warnte den Leser 1959, Latrine sei „in keiner Weise geeignet, Ihnen zu gefallen. Es hat aber auch gar nicht diese Absicht, da es im Blick auf die Wirklichkeit und in der Durchbrechung einer Tabu-Sphäre den Leser weit eher brüskieren und schockieren, sicher aber nicht bezaubern will.“ Kritisch wandte sich Manfred Seidler sechs Jahre später gegen „das Prätentiöse […], die mutwillige Übertreibung“, die etwa im Reim Urin-Hölderlin stecke, und die „aus lauter Unsicherheit solcher Lyrik gegenüber“ für bedeutend erachtet werde. Noch im Jahr 1972 fand Ludwig Büttner die Soldaten-Wirklichkeit „entschieden verzerrt“ und kritisierte: „Was uns mißfällt, sind die widerliche Szene und der geschmacklose Reim, in kunstvoller Form dargeboten, um Aufsehen und Verblüffung hervorzurufen. […] Der gewollte Schockeffekt lenkt vom eigentlichen und ernsthaften Thema ab. […] Durch die latrinenhafte Vergröberung wird das Thema jedoch ins Ernstlose und Lächerliche abgebogen und die Verehrung Hölderlins herabgesetzt oder ironisiert.“ Werner Weber fragte dagegen 1967: „Ist das Gedicht widerlich, ist es nicht moralisch?“ Seine Antwort stellte die These auf: „Die Moral des Stoffs heißt Form. Demnach: Ein Gedicht mit einem widerlichen Motiv ist durch erfüllte Kunst zu einem schönen, zu einem moralischen Gedicht geworden.“ Im Jahr 2007 sprach Michael Braun nunmehr lediglich von „poetisch wohl dosierten Schocks, die hier in lässig gereimten Volksliedstrophen verabreicht werden“.
Heinz Ludwig Arnold wertete Latrine als einen „notwendigen Bruch der Konventionen“, wobei Eich den literarischen Kanon nicht vernichtet, sondern in eine neue Beziehung gerückt habe. Gedichte wie Latrine oder Inventur seien „deutliche Signale von der veränderten Bewußtheit einer veränderten Welt“. Dabei verfasste Eich nach dem Zweiten Weltkrieg nur wenige derart programmatische Texte und wandte sich bald schon einer modernen Naturlyrik zu. Zu Eichs 100. Geburtstag stellte Wulf Segebrecht fest, dass die öffentliche Anerkennung, die dem Lyriker zuteilwurde, nur auf einer Handvoll Gedichte beruhte. Unter jenen habe Latrine nicht zuletzt durch den verursachten Skandal „anhaltende Aufmerksamkeit erregt“. Joachim Scholl und Barbara Sichtermann fassten zusammen: „dem Ruhm dieser notorischen Verse entkam der Autor zeitlebens nicht mehr.“

### Veröffentlichungen
- Erstpublikation: Gedichte von Günter Eich. In: Der Ruf, Ausgabe 7 des 1. Jahrgangs vom 15. November 1946, S. 12.
- Günter Eich: Abgelegene Gehöfte. Schauer, Frankfurt am Main 1948, S. 44.
- Günter Eich: Abgelegene Gehöfte. Suhrkamp, Frankfurt am Main 1968, S. 41.

### Sekundärliteratur
- Kurt Binneberg: Interpretationshilfen. Deutsche Lyrik 1945–1989. Klett, Stuttgart 2005, ISBN 3-12-922627-3, S. 97–102.
- Herbert Heckmann: Günter Eich: „Latrine“. In: Deutsche Akademie für Sprache und Dichtung. Jahrbuch 1996. Wallstein, Göttingen 1997, ISBN 3-89244-252-5, S. 127–132.
- Gerhard Kaiser: Geschichte der deutschen Lyrik von Heine bis zur Gegenwart. Zweiter Teil. Suhrkamp, Frankfurt am Main 1991, ISBN 3-518-38607-7, S. 691–695.
- Peter von Matt: Auf schwankenden Füßen. In: Marcel Reich-Ranicki (Hrsg.): Frankfurter Anthologie. Band 27. Insel, Frankfurt am Main 2004, ISBN 3-458-17228-9, S. 158–160.
- Peter Horst Neumann: Die Rettung der Poesie im Unsinn. Der Anarchist Günter Eich. Klett-Cotta, Stuttgart 1981, ISBN 3-12-936020-4, S. 52–54.
- Hans Dieter Schäfer: Eichs Fall. In: Das gespaltene Bewußtsein. Vom Dritten Reich bis zu den langen Fünfziger Jahren. Erweiterte Neuausgabe. Wallstein, Göttingen 2009, ISBN 978-3-8353-0428-4, S. 257–274, zu Latrine S. 260–263.
- Werner Weber: Die Moral des Stoffs heißt Form. In: Die Zeit, Nr. 46/1967